# Audi Coupé
Audi Coupé var en sportscoupé fra Audi på basis af Audi 80, bygget i to modelgenerationer.
Den første generation, Audi Coupé B2, blev bygget mellem 1980 og 1988, og dens efterfølger Audi Coupé B3 mellem 1988 og 1996. Coupé B3 dannede også basis for den mellem 1991 og 2000 byggede Audi Cabriolet. Efter et facelift i 1991 blev modellen betegnet type 8B.
Topmodellen af B3, Audi Coupé S2, ydede 162 kW (220 hk) og senere 169 kW (230 hk), og havde en topfart på 248 km/t. Præstationerne var på grund af den femcylindrede turbomotor meget sportslige og sammenlignelige med BMW M3.
Mellem 1970 og 1976 solgtes under modelbetegnelsen Audi 100 Coupé S en coupé på basis af Audi 100 C1; betegnelsen Audi Coupé blev dog kun benyttet på varianterne af Audi 80.

## Modelgenerationerne i overblik
- Audi Coupé B2, 1980 − 1988; type 81
- Audi Coupé B3, 1988 − 1991; type 89
- Audi Coupé B3, 1991 − 1996; type 8B